# Алтамонт (Јужна Дакота)
Алтамонт (енгл. Altamont) град је у америчкој савезној држави Јужна Дакота.

## Демографија
По попису из 2010. године број становника је 34, што је 0 (0,0%) становника више него 2000. године.
| Група             | 2000.       | 2010.      |
| Белци             | 34 (100,0%) | 33 (97,1%) |
| Афроамериканци    | 0 (0,0%)    | 0 (0,0%)   |
| Азијати           | 0 (0,0%)    | 0 (0,0%)   |
| Хиспаноамериканци | 0 (0,0%)    | 0 (0,0%)   |
| Укупно            | 34          | 34         |